# Thomas Francis Hickey
Thomas Francis Hickey (* 4. Februar 1861 in Rochester, New York; † 10. Dezember 1940) war ein US-amerikanischer Geistlicher und römisch-katholischer Bischof von Rochester.

## Leben
Thomas Francis Hickey studierte Philosophie und Katholische Theologie am St. John’s Seminary in Fordham und am St. Joseph’s Seminary in Troy. Er empfing am 25. März 1884 das Sakrament der Priesterweihe für das Bistum Rochester.
Am 18. Februar 1905 ernannte ihn Papst Pius X. zum Titularbischof von Berenice und bestellte ihn zum Koadjutorbischof von Rochester. Der Erzbischof von New York, John Murphy Farley, spendete ihm am 24. Mai desselben Jahres die Bischofsweihe; Mitkonsekratoren waren der Bischof von Rochester, Bernard John Joseph McQuaid, und der Bischof von Syracuse, Patrick Anthony Ludden.
Am 18. Januar 1909 wurde Thomas Francis Hickey in Nachfolge des verstorbenen Bernard John Joseph McQuaid Bischof von Rochester. Thomas Francis Hickey trat am 30. Oktober 1928 als Bischof von Rochester zurück. Daraufhin ernannte ihn Papst Pius XI. zum Titularerzbischof von Viminacium.